# Bies (nazwisko)
Bies – w Polsce w 2013 r. było 569 osób o tym nazwisku, najwięcej zameldowanych w Oświęcimiu (252).

## Znane osoby o nazwisku
- Piotr Bies (ur. 1961) – polski rzeźbierz, poeta i prozaik